# ヴィヨンの妻
『ヴィヨンの妻』（ヴィヨンのつま）は、太宰治の短編小説。
性格が破綻した詩人や周囲の人々の生活を、詩人の妻の語りの文体で戯画化して描いた作品。家庭に安住することを厭いなからも、新しい家庭への夢を抱く二律背反の思いを文学へと昇華させた。

## 概要
| 初出     | 『展望』1947年3月号                        |
| 単行本   | 『ヴィヨンの妻』（筑摩書房、1947年8月5日） |
| 執筆時期 | 1946年12月下旬～1947年1月15日頃            |
| 原稿用紙 | 57枚                                       |

第2章は太宰の口述を小山清が筆記したものである。残存する本作品の原稿はすべて太宰の筆跡になっているが、これはあとから書き直したものと推測される。

## あらすじ
詩人·大谷は外で飲み歩き何日も家に帰らないことが多く借金を重ね、その妻である「私」（さっちゃん）と幼い子供に貧乏暮らしをさせていた。
ある時、大谷は入り浸っている小料理屋の金を勝手に持ち出して店の主人や女将さんと悶着を起こす。翌日、何の当てもないまま私は小料理屋に出向き、金を返す用意が出来てすぐに届けられるはずなので、それまで店の手伝いをさせてもらいたいと申し出る。一方、逃げていた大谷はバーで豪遊していたところを問いただされ、その日の夜に小料理屋へ金を返しにくる。
私は、それからも大谷の他の借金を返すためだと言い小料理屋で働き続け、大谷は相変わらず店に顔を出し続けた。そして、私はいつしか幸せを感じるようになる。それとともに、店の客をはじめ世の中の人はみんな後ろ暗いものを抱えながら生きているのではないかという思いに至るのだった。
その後のある日、新聞紙上で大谷を「人非人」と評する記事があった。それを読んだ大谷は、小料理屋の金を盗んだのは本当は家族にいい正月を迎えさせるためのことだったと嘯き、私は人非人であってもなくてもただ生きていられればいいと応えた。

## 派生作品
映像
- 単発ドラマシリーズ『百万人の劇場』（フジテレビ系列）の中で放送された。放送日は1960年4月24日。主演は淡路恵子。

- 『ふたりは夫婦』（フジテレビ系列）の中で放送された。放送日は1974年12月23日[3]。

- 映画『ヴィヨンの妻 〜桜桃とタンポポ〜』が2009年10月に公開された。監督は根岸吉太郎。

朗読
- 新潮カセットブック『ヴィヨンの妻』（新潮社、1987年12月15日）が発売されている。朗読は幸田弘子。

- 朗読カセット『太宰治作品集 全10巻―文芸カセット〈日本近代文学シリーズ〉』（岩波書店、1988年6月6日）に本作品が収録されている。朗読は岸田今日子[4]。

- 新潮CD『ヴィヨンの妻』（新潮社、2009年9月28日）が発売されている。朗読は伊武雅刀[5]。

## 備考
- 大谷が雑誌に書いた論文のテーマが15世紀のフランスの詩人フランソワ・ヴィヨン。放蕩詩人という点で大谷と共通することから、大谷の妻のことを「ヴィヨンの妻」に喩えたと類推され、これがタイトルの由来となっている。

- 作品には、中野駅、吉祥寺、小金井、井の頭公園、京橋などの地名がでてくる。小料理屋の女将が東京大空襲に触れる下りもある一方、1946年のクリスマス・イヴから翌日にかけての賑わいも描かれている。

- 太宰は1940年にヴィヨンの詩を引用した短編「乞食学生」を書いている。